# Vörå-Maxmo
Vörå-Maxmo (finska: Vöyri-Maksamaa) var en kommun i Svenska Österbotten i landskapet Österbotten i Västra Finlands län, cirka 30 kilometer norr om Vasa. Kommunen bildades den 1 januari 2007 genom sammanslagningen av kommunerna Vörå och Maxmo. Den 1 januari 2011 blev kommunen en del av den nya Vörå kommun.
Vörå-Maxmo var en tvåspråkig kommun med svenska som majoritetsspråk (cirka 86 procent) och finska som minoritetsspråk. Det bodde omkring 4 500 människor i Vörå-Maxmo. 
Sysselsättningen i Vörå-Maxmo var på topp tack vare det breda utbud av företag som kännetecknade kommunen. År 2004 hade Vörå-Maxmo en arbetslöshet på enbart 4,3 procent jämfört med 8,0 procent för hela Österbotten. Skatteprocenten i kommunen låg på 18,75 som även det var under medeltalet för Österbotten.

## Geografi
I kommunen ingick byarna Andkil, Bertby, Brudsund, Djupsund, Jöral, Karvsor, Koskeby, Kovik, Kvimo, Kärklax, Lomby, Lotlax, Lålax, Lövsund, Maxmo kyrkby, Miemoisby, Myrbergsby, Mäkipää, Palvis, Rejpelt, Rökiö, Särkimo, Teugmo, Tottesund, Tuckur, Tålamods Västerö, Ölis och Österö. Här fanns också vattendraget Vörå å, ön Pudimo, halvön Bodön, sjön Röukasträsket samt fjärden Kvimofjärden.
Östra gloppet var då en fjärd i Vörå-Maxmo och i Kvevlax-delen av Korsholms kommun.

## Politik

### Mandatfördelning i Vörå-Maxmo kommun, valet 2008
| 2 | 25 |

| 19 | 8 |

## Källhänvisning
- Samgångsavtal mellan Oravais och Vörå-Maxmo kommuner  PDF